# Дан дужи од године
„Дан дужи од године” је југословенски филм први пут приказан 28. марта 1971. године. Режирао га је Бранимир Тори Јанковић који је написао и сценарио.

## Радња
Филм о људима, о једном граду, о Бања Луци за време катастрофалног земљотреса 27. октобра 1969.
Филм који говори о обичним људима у једном необичном догађају, а њихова је заслуга што они једног тренутка досежу степен хероизма. Као и све несреће и ова је дошла изненада.
Док је цели град био у паници из затвора је пуштено на слободу 200 затвореника. Пуштени  на реч да се врате за 7 дана, у тренутку најтежем за град да би помогли својима и свом граду. Помогли су својим суграђанима и вратили се у затвор.
Исто онако мирно и достојанствено као што их је управник затвора и пустио.
Стајали су усправно испред њега, богатији за једно поверење.
Стајали су поносни на свој поступак, јер како каже један од главних јунака филма: Први пут нам је неко пружио могућност да будемо људи, морамо испунити поверење.

## Улоге
| Глумац                     | Улога          |
| -------------------------- | -------------- |
| Адем Чејван                | Државни        |
| Боро Беговић               | Луцара         |
| Драгомир Бојанић Гидра     | Металац        |
| Љуба Тадић                 | Управник       |
| Павле Вуисић               | Надзорник      |
| Драгољуб Милосављевић Гула | Професор       |
| Бранислав Цига Миленковић  | Милоје         |
| Здравко Биоградлија        |                |
| Васа Пантелић              |                |
| Заим Музаферија            | Митар Змијањац |
| Давор Антолић              | Ага            |
| Милан Вељковић             |                |
| Перо Мојаш                 |                |
| Милош Кандић               | Рамо           |
| Славко Замола              |                |
| Мира Динуловић             |                |
| Жижа Мазар                 |                |
| Енвер Џонлић               |                |
| Растко Тадић               |                |

Остале улоге  ▼
| Глумац               | Улога |
| -------------------- | ----- |
| Љиљана Јовановић     |       |
| Добрица Агатановић   |       |
| Божидар Драгутиновић |       |
| Мирко Буловић        |       |
| Хусеин Чокић         |       |
| Игор Гало            |       |
| Љиљана Медаковић     |       |
| Џемила Делић         |       |
| Љиљана Дерк          |       |
| Ранко Гучевац        |       |
| Зоран Миљковић       |       |
| Абдулах Клокић       |       |
| Златко Стефанец      |       |
| Душко Крижанец       |       |